# Alchemilla hemicycla
Alchemilla hemicycla är en rosväxtart som beskrevs av Sergei Vasilievich Juzepczuk. Alchemilla hemicycla ingår i släktet daggkåpor, och familjen rosväxter. Inga underarter finns listade i Catalogue of Life.